# Triệu Kim Mạch

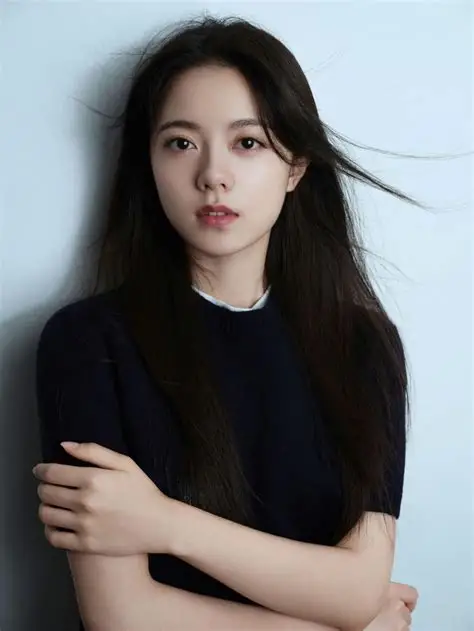

Triệu Kim Mạch (giản thể: 赵今麦, phồn thể: 趙今麥, bính âm: Zhào Jīn Mài, sinh ngày 29 tháng 9 năm 2002) là một nữ diễn viên người Trung Quốc, tốt nghiệp Học viện Hý kịch Trung ương.

## Tiểu sử
Năm 6 tuổi, Triệu Kim Mạch tham gia lớp biểu diễn dành cho trẻ em của tờ tin tức buổi tối Thẩm Dương, dưới sự hướng dẫn của Quách Lệ Mẫn, đây chính là nơi đặt nền móng cho sự nghiệp diễn xuất của cô. Ngoài ra, Triệu Kim Mạch còn là thành viên trong nhóm phóng viên Super thiếu niên của tin tức buổi tối Thẩm Dương.

## Sự nghiệp
Ngày 28 tháng 4 năm 2018, bộ phim tình cảm Thiếu niên phái do cô hợp tác cùng Trương Gia Dịch và Diêm Ny chính thức khởi động máy tại Thượng Hải, trong phim cô diễn vai một cô gái cung Nhân Mã lạc quan, vui vẻ, tràn đầy năng lượng Lâm Diệu Diệu. Cùng năm, cô và Trương Tử Phong, Bành Dục Sướng hợp tác trong bộ phim hài kịch Take My Brother Away, trong phim cô vào vai Miêu Diệu Diệu.
Ngày 5 tháng 2 năm 2019, bộ phim điện ảnh khoa học viễn tưởng Địa Cầu lưu lạc do cô cùng Ngô Kinh, Khuất Sở Tiêu và Lưu Quang Khiết hợp tác chính thức công chiếu, trong phim cô diễn vai Hàn Đóa Đóa. Ngày 9 tháng 6, bộ phim truyền hình Thiếu niên phái do cô thủ vai Lâm Diệu Diệu chính thức phát sóng trên kênh Hồ Nam TV.  Ngày 15 tháng 10, chính thức thông báo cô sẽ tham gia vào chương trình truyền hình Đối tác trào lưu và trở thành đối tác cùng Ngô Diệc Phàm, Angelababy, Phan Vỹ Bá và Phúc Khắc Tư. Ngày 23 tháng 10, bộ phim đề tài thanh xuân Tình đầu ngây ngô do cô diễn chính đã phát sóng trên kênh Hồ Nam TV, trong phim cô đóng vai Hạ Diểu Diểu. Cùng năm, Triệu Kim Mạch lọt vào danh sách "30 Under 30" của Trung Quốc do tạp chí Forbes bầu chọn.
Ngày 7 tháng 3 năm 2020, bộ phim trinh thám Trùng sinh chính thức phát sóng, trong phim cô vào vai Trần Nhị. Tháng 9, cô tham gia bộ phim Cùng nhau, lấy đề tài chống dịch bệnh, trong phim cô đóng vai Vinh Ý – một nhân viên y tế.
Ngày 29 tháng 1 năm 2021, bộ phim thể loại cổ trang giả tưởng mạo hiểm Linh Lung do cô thủ vai chính được phát sóng, trong phim cô vào vai một Hỏa Đồ Linh Lung không sợ vận mệnh, vượt gió trưởng thành. Ngày 1 tháng 3, bộ phim Muôn vàn cách yêu do cô thủ vai Ôn Tiểu Dương chính thức lên sóng.
Ngày 11 tháng 1 năm 2022, bộ phim truyền hình đề tài vô hạn Khởi đầu do cô cùng Bạch Kính Đình hợp tác chính thức phát sóng trên kênh Tencent Video, cô vào vai sinh viên đại học Lý Thi Tình. Ngày 17 tháng 6, chương trình truyền hình Divas hit the road mùa 4 cô tham gia được lên sóng. Ngày 18 tháng 6, bộ phim thanh xuân vườn trường Người bạn một tuần do cô cùng Lâm Nhất thủ vai chính thức khởi chiếu, cô vào vai Lâm Tương Chi. Ngày 1 tháng 7, bộ phim chủ đề chống dịch bệnh Ode To The Spring cô đóng cùng Châu Đông Vũ, Doãn Phưởng, Tống Tiểu Bảo được phát sóng.
Năm 2024, bộ phim cổ trang Độ Hoa Niên được phát sóng do Triệu Kim Mạch đảm nhận vai trưởng công chúa Lý Dung của triều Đại Hạ.

## Danh sách phim

### Phim điện ảnh
| Năm  | Tựa đề                                | Tựa đề gốc               | Vai            | Ghi chú   |
| ---- | ------------------------------------- | ------------------------ | -------------- | --------- |
| 2014 | Balala the Fairies: The Magic Trial   | 巴啦啦小魔仙之魔法的考验 | Lăng Mỹ Kỳ     | Vai chính |
| 2015 | Balala the Fairies: Princess Camellia | 巴啦啦小魔仙之魔箭公主   | Lăng Mỹ Kỳ     | Vai chính |
| 2018 | Take My Brother Away                  | 快把我哥带走             | Miêu Diệu Diệu | Vai chính |
| 2019 | Địa Cầu lưu lạc                       | 流浪地球                 | Hàn Đóa Đóa    | Vai chính |
| 2022 | Người bạn một tuần                    | 一周的朋友               | Lâm Tương Chi  | Vai chính |
| 2022 | Ode To The Spring                     | 你是我的春天             | Tiểu Mạch      | Vai phụ   |

### Phim truyền hình
| Năm  | Tựa đề                                | Tựa đề gốc             | Vai              | Ghi chú   | Ng.    |
| ---- | ------------------------------------- | ---------------------- | ---------------- | --------- | ------ |
| 2012 | Không thể sống thiếu mẹ               | 不能没有娘             | Tưởng Đệ         | Vai phụ   |        |
| 2013 | Hương Mộc Hổ                          | 香木虎                 | Tiểu Tam Nha     | Vai phụ   |        |
| 2015 | Balala tiểu ma tiên: Nốt nhạc bí ẩn   | 巴啦啦小魔仙之音符之谜 | Lăng Mỹ Kỳ       | Vai chính |        |
| 2016 | Tiểu biệt ly                          | 小别离                 | Cầm Cầm          | Vai phụ   |        |
| 2017 | Thầy giáo thể dục của tôi             | 我的！体育老师         | Mã Ly            | Vai phụ   |        |
| 2019 | Yêu là cội nguồn hạnh phúc            | 爱是欢乐的源泉         | Trương Đồng      | Vai chính |        |
| 2019 | Thiếu niên phái                       | 少年派                 | Lâm Diệu Diệu    | Vai chính |        |
| 2019 | Tình đầu ngây ngô                     | 初恋那件小事           | Hạ Diểu Diểu     | Vai chính |        |
| 2020 | Trùng sinh                            | 重生                   | Trần Nhị         | Vai phụ   |        |
| 2020 | Cùng nhau                             | 在一起                 | Vinh Ý           | Vai phụ   |        |
| 2021 | Linh Lung                             | 玲珑                   | Hỏa Đồ Linh Lung | Vai chính |        |
| 2021 | Muôn vàn cách yêu                     | 爱的理想生活           | Ôn Tiểu Dương    | Vai phụ   |        |
| 2022 | Khởi đầu                              | 开端                   | Lý Thi Tình      | Vai chính |        |
| 2022 | Thiếu niên phái 2                     | 少年派2                | Lâm Diệu Diệu    | Vai chính |        |
| 2023 | Thời niên thiếu không thể quay lại ấy | 那些回不去的年少时光   | La Kỳ Kỳ         | Vai chính | [ 23 ] |
| 2024 | Giữa cơn bão tuyết                    | 在暴雪时分             | Ân Quả           | Vai chính |        |
| 2024 | Độ Hoa Niên                           | 度华年                 | Lý Dung          | Vai chính |        |
| 2025 | Tẩy trắng                             | 漂白                   | Chân Trân        | Vai chính |        |
| 2025 | Anh đào hổ phách                      | 樱桃琥珀               | Lâm Kỳ Lạc       | Vai chính |        |
| TBA  | Tôi như ánh dương rực rỡ              | 骄阳似我               | Nhiếp Hi Quang   | Vai chính |        |

### Chương trình truyền hình
| Năm  | Kênh      | Tên chương trình | Tập        | Ghi chú            |
| ---- | --------- | ---------------- | ---------- | ------------------ |
| 2019 | Hồ Nam TV | Happy Camp       | Ngày 13/7  | Khách mời          |
| 2019 | Hồ Nam TV | Happy Camp       | Ngày 28/12 | Khách mời          |
| 2020 | iQIYI     | Đối Tác Trào Lưu | 12 tập     | Thành viên cố định |
| 2020 | Hồ Nam TV | Hoa Tỷ Đệ mùa 4  | 12 tập     | Thành viên cố định |

## Giải thưởng và đề cử
| Năm  | Giải thưởng                                                | Hạng mục                         | Tác phẩm đề cử                     | Kết quả |
| ---- | ---------------------------------------------------------- | -------------------------------- | ---------------------------------- | ------- |
| 2019 | Golden Bud - Liên hoan phim và truyền hình mạng lần thứ IV | Người mới xuất sắc nhất          | Thiếu niên phái, Tình đầu ngây ngô | Đề cử   |
| 2020 | Diễn viên Trung Quốc lần thứ 7                             | Nữ diễn viên chính xuất sắc nhất | —                                  | Đề cử   |